# Belvidere (New Jersey)
 For alternative betydninger, se Belvidere. (Se også artikler, som begynder med Belvidere)
Belvidere er en amerikansk by og administrativt centrum for det amerikanske county Warren County i staten New Jersey. Byen har 2.520(2020) indbyggere.

## Ekstern henvisning
- Wikimedia Commons har flere filer relateret til Belvidere (New Jersey)
- Belvideres hjemmeside (engelsk)